# 八仙桥街道
八仙桥街道，是中华人民共和国山東省泰安市宁阳县下辖的一个乡镇级行政单位。

## 行政区划
八仙桥街道下辖以下地区：
西关社区、邢家庄社区、大庙临邑东村、大庙临邑西村、周家临邑村、王家临邑村、郭家临邑村、徐马高临邑村、张陈临邑村、路家临邑村、沙岭店村、红庙村、任家村、杨家集村、花石桥村、李家庄村、许家庄村、杨家庄村、吴家东和村、李家楼村、青川中村、青川寺村、青川围子村和大屯村。